# Triepeolus laticeps
Triepeolus laticeps är en biart som först beskrevs av Heinrich Friese 1917.  Triepeolus laticeps ingår i släktet Triepeolus och familjen långtungebin. Inga underarter finns listade i Catalogue of Life.